# 灼見名家
灼見名家是香港一間新聞網路媒體，由資深新聞工作者、《信報月刊》前總編輯文灼非於2014年創辦，由承昌慈善基金出資成立。其YouTube頻道已有43萬人訂閱。而媒體只有6至7名員工，內容以博客和專訪為主，公司標誌「灼見」二字的書法出自《書法大字典》王羲之寫的「灼」字及他兒子王獻之寫的「見」字。公司定位為一個優質媒體平台，希望在大中華地區發揮影響力。使命有三：一、為讀者搜羅優秀作家；二、為優秀作家提供理想寫作平台；三、為社會長遠發展貢獻真知灼見。

## 背景
在2015年，文灼非接受訪問時表示，他希望媒體主打深度分析評論路線，專攻高等教育市場，包括邀請教育界人士撰稿，更表示自己堅持每篇文章有其出處，並獲得百多位大中華名家定期撰稿。文灼非指有出身商界的人士支持他建立該媒體，表示不會參與內部運作和管理。

## 營運模式
相對於一般香港網絡媒體，文灼非指出由於資源有限，加上人手主要以畢業生為主，因此不會跑新聞，反而利用自己的人脈優勢，得到《信報》的專欄作者願意在《灼見名家》供稿或無償轉載文章，希望提供優質、精英的內容。他同時亦透過提供出版、論壇、公關、活動籌辦等活動增加收入。

## 歷史沿革
2014年10月22日，灼見名家正式啟動，在佔領中環運動舉行期間，舉辦香港十大校長教育論壇「香港教育如何維持國際優勢」暨開幕儀式，邀請了10位高等院校校長出席，包括郭位教授、何順文教授、陳新滋教授、鄭國漢教授、沈祖堯教授、張仁良教授、唐偉章教授、陳繁昌教授、黃玉山教授、馬斐森教授。
2015年11月2日，灼見名家在香港四季酒店隆重舉行一周年論壇，演講嘉賓包括施永青、李健麟、曾鈺成、葉劉淑儀、王于漸、香莊太量、哈繼銘、蔡伯勵，由梁觀誠、文灼非、陳景祥、陳鳳翔主持。
2019年1月23日，灼見名家在金鐘JW萬豪酒店舉行首屆財經峰會，主禮嘉賓為陳智思，主題演講嘉賓為劉遵義、陳志武、蔣匡文、陳家強、施永青、蔡宏興、湯文亮、鍾富榮、陳俊光、莊志雄，由麥萃才、陳鳳翔主持。
2019年9月，在語文教育及研究常務委員會（語常會）支持及語文基金撥款下，推出「攝・寫・文人」推廣中文計劃。計劃希望中學生透過與文壇名家接觸及實地考察文人舊地，引起閱讀興趣，並提升寫作技巧。
2020年起，顧小培於灼見名家YouTube頻道開啟欄目，其中一影片質疑2019冠状病毒病疫苗的功效。事後香港大學醫學院微生物學系助理教授薛達（Prof Siddharth Sridhar）等學者認為顧小培發布的訊息誤導大眾，部分資料沒有理論和事實根據。亦有傳媒對顧小培推介的以洋蔥素與綠茶素預防COVID-19等言論作出事實調查，發現未有研究能佐證洋蔥素與綠茶素對預防或改善COVID-19病情有效。 相關已被YouTube以內容不當及違反使用條款為理由下架，其影片專欄亦已結束。
2020年12月，在語文教育及研究常務委員會（語常會）支持及語文基金撥款下，推出「腹有詩書」全港小學校際中國語文常識問答比賽，比賽旨在讓學生透過參加中國語文常識問答比賽，鼓勵他們增加中文閱讀，並提升對學習中國語文和中國文化的興趣。是次比賽的顧問團由香港大學中文系榮休教授陳耀南博士出任首席顧問，香港13所大學及院校的中文相關學系教授、學者擔任顧問及評判。目前，該計劃已進行至第三屆。

## 獎項及表彰

### 亞洲出版業協會「2022 年度卓越新聞獎」[13]
| 得獎類別   | 類別   | 入圍作品標題                                                | 得獎者 |
| ---------- | ------ | ----------------------------------------------------------- | ------ |
| 卓越評論獎 | 中文組 | 談首宗《國安法》案件控方專家報告系列 （页面存档备份，存于） | 黃賢   |

### 亞洲出版業協會「2023 年度卓越新聞獎」[14]
| 得獎類別           | 類別   | 入圍作品標題                                         | 得獎者                         |
| ------------------ | ------ | ---------------------------------------------------- | ------------------------------ |
| 入圍卓越評論獎三甲 | 中文組 | 新冠疫情勢將盡 香港復常心所往 （页面存档备份，存于） | 金冬雁、袁國勇、龍振邦、陳福和 |

### 亞洲出版業協會「2024 年度卓越新聞獎」[15]
| 得獎類別             | 類別   | 入圍作品標題                        | 得獎者 |
| -------------------- | ------ | ----------------------------------- | ------ |
| 卓越評論獎（優異獎） | 中文組 | 好學生李克強 （页面存档备份，存于） | 黃賢   |

## 外部連結
- 官方网站
- 灼見名家的Facebook專頁
- 灼見名家的Instagram帳戶